# Natalia Dmitrochenko
Natalia Dmitrochenko (Unión Soviética, 16 de abril de 1966) es una atleta soviética retirada especializada en la prueba de 3 km marcha, en la que consiguió ser campeona europea en pista cubierta en 1987.

## Carrera deportiva
En el Campeonato Europeo de Atletismo en Pista Cubierta de 1987 ganó la medalla de oro en los 3 km marcha, con un tiempo de 12:57.29 segundos, por delante de la italiana Giuliana Salce  y la sueca Monica Gunnarsson.